# Bisetocreagris annamensis
Bisetocreagris annamensis es una especie de arácnido del orden Pseudoscorpionida de la familia Neobisiidae.

## Distribución geográfica
Se encuentra en Vietnam.